# Harry Hamlin
Harry Robinson Hamlin (født 30. oktober 1951 i Pasadena, California) er en amerikansk skuespiller. Hamlin er kendt for sin rolle som Perseus i fantasy-filmen Titanernes kamp fra 1981, og som Michael Kuzak i den juridiske drama-serien LA Law.

## Filmografi
- Disappearance (2002)
- Titanernes kamp (1981)